# 経王寺 (津山市)
経王寺（きょうおうじ）は、岡山県津山市下野田にある日蓮宗の寺院。山号は妙法山。旧本山は津山妙法寺、奠師法縁(奠統会)。

## 歴史
天正年間（1573年‐1592年）備前宇喜多氏の家臣岡豊前守家利（美作、勝田郡植月古吉野に五千石を領し植月中村小山城に住し、元亀年間以降の合戦で戦死した）が一族郎党の菩提を弔うため小山城の麓に建立した仏堂が起源。元和6年（1620年）京都具足山妙顕寺から僧日随を迎えて開基した。宝歴2年（1752年）現在地に移転した。なお小山城麓には寺屋敷と称する旧址がある。

## 境内
- 本堂　平成4年（1992年）8月に上棟され、平成5年（1993年）11月落成し、平成6年（1994年）4月17日落慶法要が行われた。

## 歴代
- 日随